# Lenie Dicke
Helena Cornelia (Lenie) Dicke (Dordrecht, 9 februari 1922 – Warnsveld, 1 oktober 2000) was een verzetsstrijdster tijdens de Tweede Wereldoorlog. Na de oorlog werd ze textielkunstenares.

## Levensloop
Lenie Dicke werd geboren in Dordrecht, als dochter van Carel Matthijs Dicke en Adriana Levina Slijper. Kunstschilder Otto Dicke (1918-1984) was een broer van haar. Ze ging naar de Christelijke HBS.

### Tweede Wereldoorlog
Tijdens de oorlog deed ze verzetswerk. Ze was lid van de Beinema-groep, werkte mee aan de streekeditie van het verzetsblad Trouw voor Dordrecht en omstreken, en was koerierster. Op 3 januari 1945 werd ze bij een inval in haar ouderlijk huis aan de Prinsenstraat in Dordrecht door de bezetter gearresteerd. Aangezien ze veel wist, besloot het verzet om haar uit het Huis van Bewaring te bevrijden. In de nacht van 7 op 8 januari werd, onder leiding van Jacobus Andreas Beekman, een overval op het Huis van Bewaring aan de Doelstraat gepleegd. Dicke werd bevrijd en ondergebracht op een onderduikadres. Bij de overval werd een Duitse bewaker gedood. Als represaillemaatregel werd op 10 januari 1945 het ouderlijk huis van Dicke in brand gestoken.

### Na de oorlog
Na de oorlog trouwde ze met kunstenaar Philip Kouwen (1922-2002). Lenie Kouwen-Dicke overleed in 2000 in Warnsveld. Ze ligt begraven op begraafplaats Essenhof in Dordrecht, in een familiegraf met haar ouders en haar echtgenoot.

## Eerbetoon
Het Lenie Dickepad op begraafplaats Essenhof in Dordrecht is naar haar vernoemd.
- RKD-Nederlands Instituut voor Kunstgeschiedenis: 266925